# Cistugo
Cistugo är ett släkte av fladdermöss i familjen läderlappar (Vespertilionidae) med två arter som förekommer i Afrika. Taxonet listades tidigare som undersläkte till Myotis. Nyare verk godkänner Cistugo som självständigt släkte. En studie från 2010 visade att arterna skiljer sig mycket från andra läderlappar i sina genetiska egenskaper och föreslår att de ska flyttas till en egen familj, Cistugidae.
Arterna är:
- Cistugo lesueuri, hittas i Sydafrika och Lesotho.
- Cistugo seabrae, lever i sydvästra Angola, västra Namibia och nordvästra Sydafrika.

Individerna blir 40 till 55 mm långa (huvud och bål), har 32 till 38 mm långa underarmar och väger 5,5 till 8 g. På varje vinge förekommer en eller två körtlar som har formen av en liten knöl. Arternas tanduppsättning motsavarar tänderna som förekommer hos släktet Myotis.
Födan utgörs av insekter som fångas under flyget med hjälp av flygmembranen eller som plockas från växter.